# Diamonds (album de C.C.Catch)
Pour les articles homonymes, voir Diamond.
Albums de C.C.Catch
Like a Hurricane
(1987) Big Fun
(1988)
Singles
Diamonds est le quatrième album de la chanteuse allemande d'eurodance C.C.Catch, sorti en 1988. Il s'agit d'une compilation de ses plus grands succès.

## Titres
1. House Of Mystic Lights (Dance Mix) - 4:08
2. Are You Man Enough - 3:37
3. 'Cause You Are Young - 3:28
4. Don't Shoot My Sheriff Tonight - 3:05
5. Heartbreak Hotel - 3:33
6. Soul Survivor - 3:16
7. Strangers By Night - 3:38
8. I Can Lose My Heart Tonight - 3:49
9. Heaven And Hell - 3:37
10. Do You Love As You Look - 3:30
11. House Of Mystics Lights (Radio Swing Mix) - 3:02
12. Heartbreak Hotel (Room 69 Mix) - 4:55
13. Strangers By Night (Extended Version) - 5:43
14. I Can Lose My Heart Tonight (Extended Club Remix) - 5:53